# Давид VI (католикос-патриарх всея Грузии)
Католикос-Патриарх Давид V или (в современной литературе) Давид VI (груз. კათოლიკოს-პატრიარქი დავით V, в миру Харито́н Джибо́евич Девдариа́ни, груз. ხარიტონ ჯიბოს ძე დევდარიანი; 24 марта (6 апреля) 1903, Мироцминда, Шорапанский уезд, Кутаисская губерния — 9 ноября 1977, Тбилиси) — епископ Грузинской православной церкви, Святейший и Блаженнейший Католикос-Патриарх всея Грузии, Архиепископ Мцхетский и Тбилисский.
При жизни титуловался Давид V, однако некоторые грузинские церковные историки в настоящее время считают установленным, что в XV веке был ещё один католикос с именем Давид, и считают предшественника Илии Давидом VI.

## Биография
Родился 24 марта 1903 года в селе Мироцминда Шорапанского уезда Кутаисской губернии (ныне Харагаульский муниципалитет Грузии).
Учился в монастыре Шио Мгвимского в Чиатуре, сдал экзамен на священника в 15 лет (не подлежал рукоположению как несовершеннолетний). Известно, что был женат. В 1927 году рукоположён в сан диакона и на другой день в сан иерея. С 1930 года служил в Тбилиси, в соборе Сиони, затем в церкви Квашвети.
В 1956 году отец Харитон Девдариани благословен католикосом-патриархом Мелхиседеком III на епископское служение. 25 августа 1956 года принял постриг с именем Давид. 26 августа возведён в сан архимандрита. 28 августа в Тбилисском Сиони рукоположён в сан епископа Маргветского и Урбнисского. В 1959 году в его ведение вошла также и вдовствующая Манглисская кафедра.
10 января 1960 года по завещанию умершего Мелхиседека III был объявлен его преемником, но из смирения отказался.
В 1965—1966 годах получил оба церковных ордена Грузинской православной церкви (ГПЦ) — святого Георгия и святой Нины. Преподавал во Мцхетской духовной семинарии древнегрузинский и церковнославянский языки.

## Патриаршество

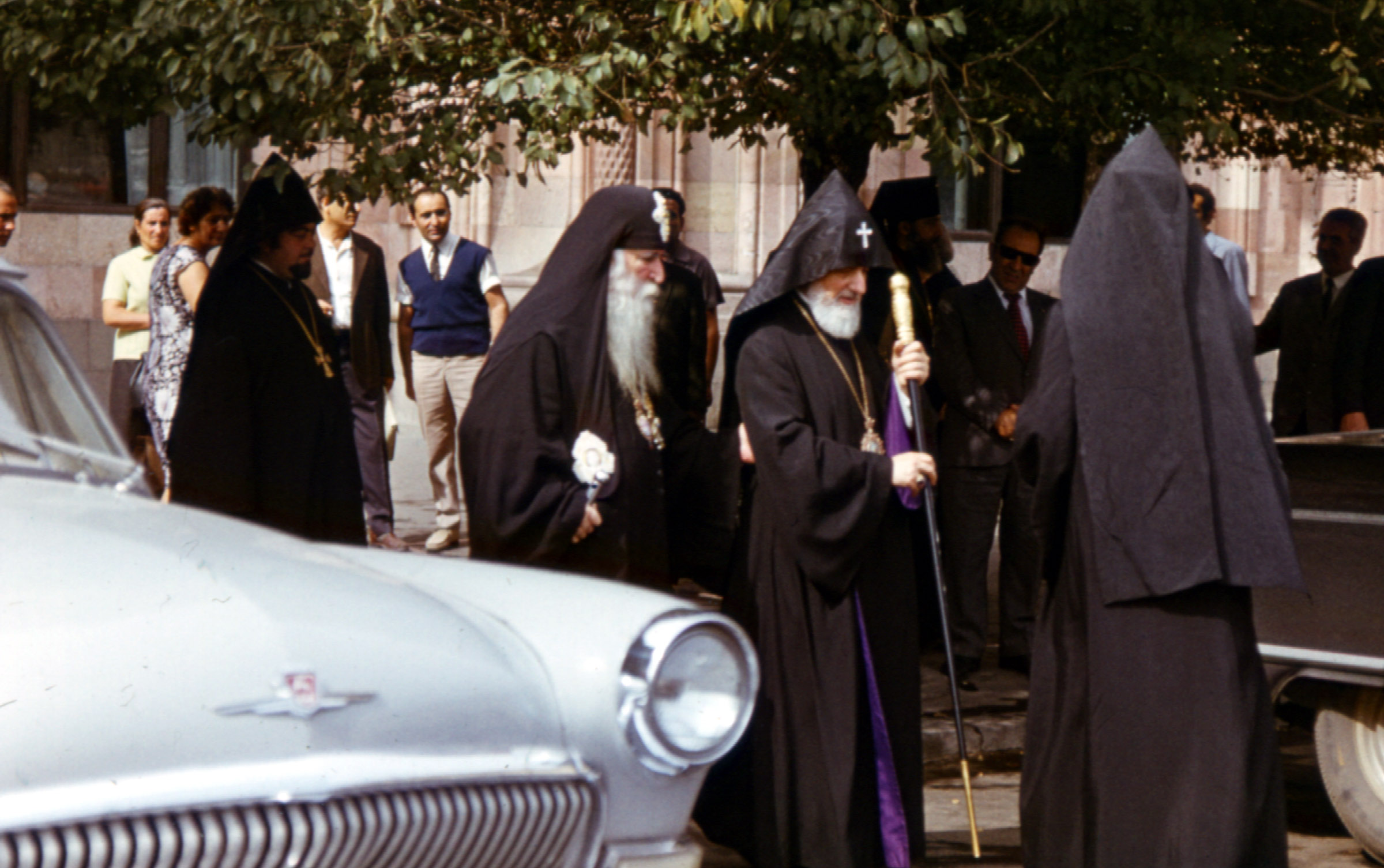
Католикос-Патриарх Давид V и Верховный Католикос всех армян Вазген I, Ереван, 1972 г.

После смерти Ефрема II, на Соборе Грузинской церкви избран 79-м католикосом-патриархом всея Грузии 1 июля 1972 года.
По данным распространявшихся в грузинском самиздате материалов, избрание Давида V основывалось на поддельном завещании патриарха Ефрема (в действительности, по слухам, объявившего своим преемником митрополита Илию (Шиолашвили), который был избран католикосом после смерти Давида), что было сделано с целью организовать расхищение церковных ценностей ГПЦ имевшим большое влияние на Давида епископом Цилканским и Душетским Гаием (Кератишвили) совместно с сообщниками из руководства Коммунистической партии Грузии и КГБ Грузинской ССР, включая жену первого секретаря ЦК Коммунистической партии Грузии Василия Мжаванадзе. После отставки Мжаванадзе в том же 1972 году деятельность Кератишвили и его окружения стала предметом расследования компетентных органов. В распространении этих документов принимали участие Звиад Гамсахурдиа, Валентина Пайлодзе и другие диссиденты.
В предстоятельство Давида V Грузинская православная церковь насчитывала, как и прежде, 15 епархий, причём замещены были только Мцхетско-Тбилисская (Католикос-Патриарх Давид V), Цилканская (митрополит Гаий (Кератишвили)), Кутаисско-Гаенатская (митрополит Роман (Петриашвили)), Сухумско-Абхазская (митрополит Илия (Шиолашвили). Во епископов были рукоположены: Георгий (Гонгадзе) на Манглисскую кафедру, Григорий (Церцвадзе) — на Алавердскую и Иларион (Самхарадзе) — на Бодбийскую; Урбнисской и Маргветской епархиями католикос-патриарх Давид продолжил временно управлять и будучи предстоятелем; Чкондидской и Батумско-Шемокмедской епархией временно управлял митрополит Роман; Ацкурская, Агарак-Цалкская, Цагерская, Никорцминдская вдовствовали. Возраст большинства архиереев по-прежнему превышал 60-летний рубеж.
Активно участвовал в официально поощрявшейся при советской власти деятельности Церкви в борьбе за мир. Известен был строгостью в монашеской жизни и особым усердием в богослужении.
Скончался 9 ноября 1977 года в своей резиденции в Тбилиси после продолжительной болезни. Похоронен в тбилисском соборе Сиони.